# پیچاکانی (پونو)
پیچاکانی (به اسپانیایی: Pichaqani) یک کوه در پرو است که در پرو واقع شده‌است. پیچاکانی ۴٬۸۰۰ متر بالاتر از سطح دریا واقع شده‌است.